# Алиев, Рахат Мухтарович
Раха́т Мухта́рович Али́ев (Шора́з) (каз. Рахат Мұхтарұлы Әлиев / Rahat Mūhtarūly Äliev; 10 декабря 1962, Алма-Ата, Казахская ССР — 24 февраля 2015, Вена, Австрия) — казахстанский политик, бизнесмен и дипломат.
Доктор медицинских и экономических наук. Имел звание генерал-майора (с августа 1999), дипломатический ранг Чрезвычайного и Полномочного Посла I класса. После ссоры с президентом РК Нурсултаном Назарбаевым в 2008 году лишён всех рангов, чинов и званий и Алмалинским районным судом города Алма-Аты заочно приговорён в совокупности к 20 годам лишения свободы.
Впоследствии скрывался в Австрии, где ранее занимал должность посла. Несмотря на неоднократные требования об экстрадиции в Казахстан, некоторое время был под защитой австрийской полиции, где подал заявление на предоставление политического убежища. Позже был арестован и помещён в австрийскую тюрьму.
В феврале 2015 года Рахат Алиев был обнаружен повешенным в одиночной камере, в его крови было обнаружено присутствие барбитуратов. Официальной версией является самоубийство, хотя многие близкие друзья и родственники отвергли эту версию. Умер незадолго до суда, где он обещал предоставить неопровержимые доказательства причастности европейских и казахстанских чиновников к крупномасштабной коррупции.
Согласно неофициальной версии, бытующей в журналистских и оппозиционных казахстанских кругах, Алиев был убит австрийскими спецслужбами по заказу Нурсултана Назарбаева.

## Биография
Рахат Мухтарович Алиев родился 10 декабря 1962 года в Алма-Ате. Происходит из подрода киикши рода жаманбай племени конырат Среднего жуза (по отцу). Мать — татарка.
7 октября 1983 года Алиев женился на Дариге Назарбаевой, дочери секретаря ЦК Компартии Казахской ССР Нурсултана Назарбаева (с 1990 — президент Казахстана).
В 1986 году окончил Алма-Атинский медицинский институт по специальности «врач-хирург». Работал врачом-лаборантом КазНИИ хирургии, в 1986—1989 годах — клинический ординатор, аспирант 2-го Московского медицинского института. В 1989—1993 годы — старший, затем ведущий научный сотрудник КазНИИ хирургии.
В 1993 году — заместитель начальника управления внешних экономических связей Министерства здравоохранения Республики Казахстан.
С 1993 года возглавлял ряд компаний: генеральный директор внешнеторговой компании «КазМедИмпорт» при Министерстве внешних экономических связей Республики Казахстан (1993—1995), генеральный директор ТОО Совместного предприятия «РР Казахстан — торговля и финансирование Лтд.», президент холдинга «Сахарный центр» (1995—1996).
С декабря 1996 года служил в налоговых органах: первый заместитель начальника Главного управления налоговой полиции Государственного налогового комитета Республики Казахстан, начальник управления по борьбе с коррупцией и контрабандой; с апреля 1997 — начальник управления налоговой полиции Алма-Аты, с ноября 1997 — директор департамента налоговой полиции министерства финансов, с октября 1998 — председатель Комитета налоговой полиции, первый вице-министр государственных доходов Казахстана. Одновременно в 1997 году окончил Высшую школу права «Адилет» по специальности «юрист-правовед», стажировался в Академии ФБР США.
С сентября 1999 года служил в структурах Комитета национальной безопасности: начальник департамента по Алма-Ате и Алма-Атинской области, с июля 2000 года — заместитель, с мая 2001 года — первый заместитель председателя Комитета национальной безопасности.
Под патронажем Алиева создавался первый казахстанский криминальный телесериал «Саранча» (2001—2003). С 2007 года, когда Алиев попал в политическую опалу, сериал оказался под неформальным запретом до конца 2010-х годов, а его повторная трансляция состоялась лишь спустя почти 20 лет после премьеры.
С ноября 2001 года — заместитель начальника службы охраны президента Казахстана. С января 2002 года — президент Национального олимпийского комитета.
С 21 июня 2002 по июль 2005 года — чрезвычайный и полномочный посол Казахстана в Республике Австрия и по совместительству — в Союзной Республике Сербия и Черногория; представлял страну также в ОБСЕ и некоторых других международных организациях, аккредитованных в Вене. Одновременно — Чрезвычайный и полномочный посол Республики Казахстан в Республике Словении, Республике Хорватии, Республике Македонии. 18 февраля 2003 года на заседании Постоянного совета ОБСЕ официально выдвинул заявку на председательство Казахстана в ОБСЕ в 2009 году, однако заявка не получила поддержки ряда членов ОБСЕ. Успех Казахстана в продвижении заявки на председательство в ОБСЕ произошёл только после смещения Рахата Алиева со всех постов.
С июля 2005 года — первый заместитель министра иностранных дел Республики Казахстан и одновременно с августа 2005 — специальный представитель Казахстана по вопросам сотрудничества с ОБСЕ.
С 9 февраля 2007 года — чрезвычайный и полномочный посол Республики Казахстан в Республике Австрия, Постоянный представитель Республики Казахстан при ОБСЕ и международных организациях в Вене.
В разные годы возглавлял также Федерацию водных видов спорта Республики Казахстан (1996—2007), совет ОФ «Формирование налоговой культуры» (1997—2001), Федерацию футбола Казахстана (июнь 1999 — август 2007), был первым вице-президентом НОР Республики Казахстан (январь 1998 — январь 2002).

### «Нурбанкгейт». Опала
В конце января — начале февраля 2007 года начали развиваться громкие события, связанные с похищением руководителей Нурбанка крупным акционером этого банка Р. М. Алиевым, позднее ставшие известными как «Нурбанкгейт».
1 июня 2007 года Алиев был задержан австрийской полицией, но вскоре отпущен под залог и подписку о невыезде; после обратился к властям с просьбой предоставить австрийское гражданство. В августе 2007 года австрийский суд отклонил экстрадицию Алиева в Казахстан, ссылаясь на отсутствие гарантий объективного расследования.
Судебный процесс в Казахстане начался 9 ноября 2007 года. 15 января 2008 года Р. М. Алиев был заочно осуждён казахским судом на 20 лет лишения свободы за похищение топ-менеджеров «Нурбанка» (ч. 3 ст. 125 УК РК).
25 марта 2008 года по обвинению в создании и руководстве организованной преступной группировкой из шестнадцати человек военным судом Акмолинского гарнизона Р. М. Алиев был заочно приговорён к 20 годам колонии строгого режима с конфискацией имущества: был признан виновным в злоупотреблении властью и служебным положением (ч.2 ст.380 УК РК), хищении государственного имущества в крупном размере (ч.3-а, б ст.176), создании и руководстве организованной преступной группой (ч.4 ст.235), хищении огнестрельного оружия и боеприпасов (ч. 4-а ст. 255), их незаконном хранении и перевозке (ч.3 ст.251), незаконном получении и разглашении государственных секретов (ч. 4 ст. 172), действиях, направленных на насильственный захват власти (ч.1 ст.168 УК РК). Указом Президента Республики Казахстан от 20 апреля 2008 года лишён наград, специального звания «генерал-майор финансовой полиции» и воинского звания «генерал-майор», а также дипломатических рангов.
С 2008 года Рахат Алиев неоднократно выступал в оппозиционной прессе, по телеканалу К+, а также радио «Азаттык». В своих выступлениях он пытался представить себя как главного оппозиционера в стране. В июле 2008 года в интервью The Wall Street Journal обвинил бывшего тестя в коррупции — присвоении миллиардов долларов из государственного бюджета, владении долями в медной, урановой и нефтегазовой промышленности, сетью офшорных банковских счетов. Некоторые из своих заявлений Р. М. Алиев подтвердил банковскими документами из Ливана и копиями чеков, выписанных на банки в Индонезии и Лихтенштейне.

### Книга «Крёстный тесть»
В мае 2009 года в издательстве Trafo Verlagsgruppe вышла книга «Крёстный тесть» (англ. «The Godfather-in-law»), в которой Алиев неоднократно критически высказывался в отношении планов президента Казахстана по изменению Конституции. В последнем телефонном разговоре с ним он заявил президенту о категорическом несогласии с его новым политическим курсом. 

«Цивилизованный мир окончательно отвернется от вас, господин президент», — это были последние слова, которые я успел выкрикнуть в трубку перед тем, как связь прервалась…
Это был день окончательного разрыва с человеком, рядом с которым я провел долгие 24 года…
В тот же день на меня заводят абсурдное уголовное дело. Ни один суд в нормальной стране его бы даже не принял к рассмотрению: меня обвинили… в пропаже мошенников, сбежавших с деньгами вкладчиков…
За 6 дней до 1 июня 2007 года я публично объявил о своем намерении баллотироваться в президенты на предстоящих в 2012 году президентских выборах. Это было давно созревшее решение, я уже говорил о нём президенту в наших частных беседах…

«Я считаю, что фактическая узурпация президентского поста одним человеком, превращение выборного процесса в спектакль для иностранных наблюдателей, последовательный откат от демократических завоеваний, мягко говоря, не идут на пользу нашей стране», — эти слова процитировали многие агентства и издания в нашей стране и за рубежом…
Книга была классифицирована властями Казахстана как содержащая сведения, порочащие президента Казахстана, раскрывающая тайну переписки и телефонных разговоров и «разглашающая государственные секреты». Тем не менее содержание этой книги казахстанскими чиновниками всех уровней официально называется ложным.
Официальный представитель Генпрокуратуры РК Сапарбек Нурпеисов 21 мая 2009 года сделал следующее заявление:
15 мая текущего года Генеральной прокуратурой РК в отношении Р. Алиева возбуждены два уголовных дела по ч. 2 ст. 143 (незаконное нарушение тайны переписки и телефонных переговоров) и ч. 2 ст. 172 (незаконное получение и разглашение государственных секретов) Уголовного кодекса РК.

В книге допущены фальсификация фактов и неверная информация, которая ущемляет, во-первых, права граждан, это неприкосновенность тайны личной жизни. И еще допущено разглашение сведений, составляющих государственную тайну, то есть, госсекреты. Также там имеется нарушение статьи 18 Конституции РК «неприкосновенность личной жизни». Кроме того, нарушаются личные неимущественные права граждан, это — также запрещается нашим законодательством.
Дела по подследственности направлены в Комитет национальной безопасности Казахстана и 16 мая 2009 года были приняты ими в делопроизводство. Таким образом, книга была сразу же запрещена в Казахстане, уголовная ответственность предусмотрена за распространение и незаконный ввоз названной книги на территорию Республики, чтение же данного материала не считается уголовным преступлением. Тем не менее после размещения книги на сайте «Самиздат» он был заблокирован на территории Казахстана. Блокировка снята после удаления книги с сайта в 2023 году.
Ряд экспертов высказали мнение, что книга Рахата Алиева «Крёстный тесть» вызвала окончательное крушение надежд на казахстанскую оппозицию.

### Вопрос экстрадиции в Казахстан
Чиновники Казахстана, депутаты Мажилиса и другие официальные лица заявляли, что Алиев должен быть экстрадирован в Казахстан. В частности, депутат Мажилиса Мурат Абенов заявил про Алиева:
В последние месяцы он организовал в средствах массовой информации и глобальной сети Интернет информационную кампанию, направленную на очернение демократических достижений Казахстана, используя сфальсифицированные данные, Алиев распространяет откровенно клеветнические измышления в адрес руководства нашей страны, а также известных политиков дружественных Казахстану стран
При этом австрийская сторона неуклонно отвечала, что выдача не может быть проведена, так как Австрия в таком случае не может быть уверена в надлежащей безопасности Алиева и отсутствии незаконного преследования его со стороны властей Казахстана. Однако, на отношения двух стран этот инцидент не повлиял, Казахстан и Австрия продолжали динамично развивать своё сотрудничество.
Экс-председатель КНБ РК Альнур Мусаев подтвердил, что все обвинения против Рахата Алиева соответствуют действительности.

### Обвинения в убийствах
В июне 2011 года, после обнаружения останков топ-менеджеров «Нурбанка» Жолдаса Тимралиева и Айбара Хасенова, пропавших в 2007 году, Р. М. Алиеву было предъявлено заочное обвинение в их убийстве. Суд Вены в июне 2011 года отказался экстрадировать Алиева в Казахстан.
В январе 2014 года прокуратура Казахстана подала ходатайство о возбуждении уголовного дела в отношении Р. М. Алиева и экс-главы комитета нацбезопасности А. А. Мусаева с целью проверки их причастности к организации убийства оппозиционера А. Сарсенбаева, его водителя и охранника.
Кроме того, Р. М. Алиев подозревался в причастности к убийству бывшей казахстанской тележурналистки Анастасии Новиковой в Ливане.

## Обстоятельства смерти

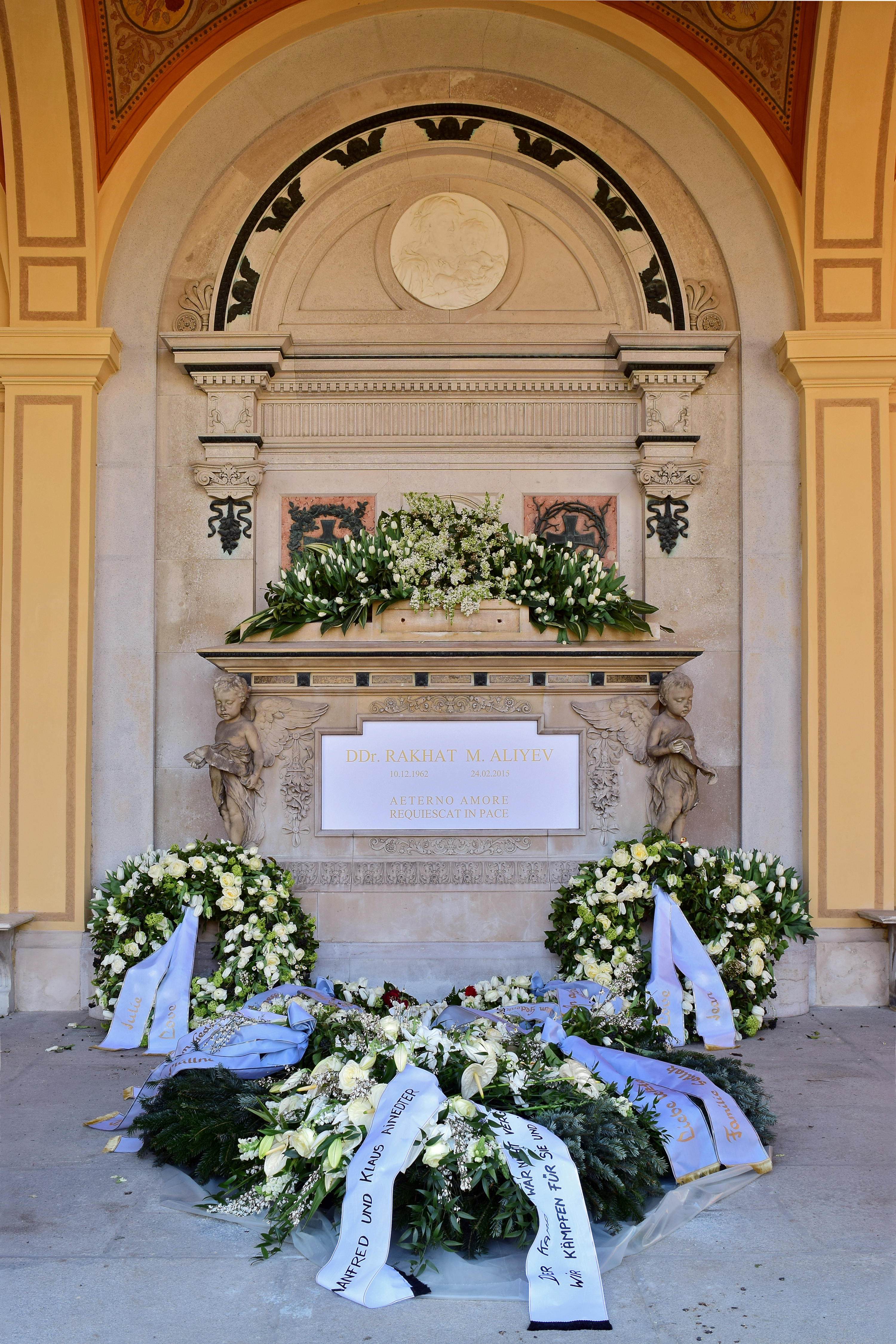
Надгробие Алиева, Венское центральное кладбище

5 июня 2014 года на основании материалов о похищении и убийстве топ-менеджеров «Нурбанка» Тимралиева и Хасенова был арестован в Вене. Бывший зять Назарбаева сам сдался австрийской полиции, он ожидал начала судебного процесса, обсуждался также вопрос о его экстрадиции в Казахстан.
Утром 24 февраля 2015 года в 07:20 по среднеевропейскому времени (09:20 по МСК) Алиев был обнаружен повешенным в ванной комнате камеры тюрьмы в районе Йозефштадт города Вены. Персонал тюрьмы и адвокаты не считали Алиева склонным к суицидальным намерениям, однако было известно, что ему угрожали расправой неизвестные лица, при этом, как сообщается, эту расправу собирались замаскировать под суицид.
Адвокат Алиева Манфред Айнедтер усомнился в самоубийстве своего подзащитного. В то же время Министерство юстиции Австрии официально подтвердило факт самоубийства Рахата Алиева в тюремной камере. Сразу после этого министерство иностранных дел Казахстана сообщило о том, что правоохранительные органы Казахстана настаивают на своем участии в расследовании обстоятельств смерти Алиева.
Вывод о самоубийстве как причине смерти сделан в процессе двух судебно-медицинских экспертиз — в Вене и Санкт-Галлене (Швейцария). С выводами этих экспертиз впоследствии согласились и адвокаты Рахата Алиева, в том числе Манфред Айнедтер.
Алиев совершил самоубийство на сороковины своего отца.

## Семья
Отец — Мухтар Алиевич Алиев (1933—2015) — хирург, академик АН Республики Казахстан (1989); мать — Минвар Кадышевна Алиева.
Жена (в 1983—2007) — Дарига Назарбаева;
- сыновья — Нурали (род. 1985), Айсултан (1990—2020) (оспаривается)[28][29],
- дочь Венера (род. 2000)[6][3];
  - двое внуков.

Жена (во втором браке, с сентября 2009) — Эльнара Муратхановна Шоразова; после второй женитьбы Алиев сменил фамилию, взяв фамилию супруги — Шораз;
- сын (род. 2008)[30].

Сват Берика Имашева.

## Мнения

### Мнения в Казахстане
Политики Казахстана крайне негативно восприняли скандал с Алиевым, полагая, что он ослабляет международный престиж страны; более того, многие депутаты казахстанского парламента публично требовали от президента, чтобы тот остановил «этот позор».
В Казахстане считают также, что Рахат Алиев на посту главы Футбольного союза Казахстана развалил казахстанский футбол.

### Позиция президента Казахстана
Назарбаев признаёт, что для него лично и для всей семьи «стало огромной трагедией и болью» то, что его бывший зять и отец троих его внуков Рахат Алиев «предал не столько свою семью, детей, но страну, перейдя границы дозволенного».

## Награды
- Орден «Данк» II степени, медали «10 лет независимости Республики Казахстан» и «10 лет Парламенту Республики Казахстан» (в соответствии с Указом Президента Республики Казахстан от 20 апреля 2008 года лишён ордена и медалей)[34].
- В октябре 2006 года первый заместитель министра иностранных дел Казахстана Рахат Алиев награждён государственной наградой Австрии — Большим Серебряным Знаком Почёта на ленте.

## Научная деятельность
В 2005 году в Москве защитил диссертацию на соискание учёной степени доктор экономических наук, тема: «Трансформация экономических функций государства в условиях глобализации».

### Книги и публикации
- Русско-казахско-английский словарь спортивных терминов. Футбол. (соавтор Т. А. Акпаев). Алматы, ИД «Credo», 2001.
- Алиев Р. Экономика. Государство и глобализация. — М.: Республика, 2004. — 607 с. — ISBN 5-250-01892-8.
- Алиев Р. Экономика және мемлекет. — Алматы: Формат, 2004. — 484 с. — ISBN 9965-27-299-9.
- Aliyev R. The Godfather-in-law. Eine Dokumentation. — Literaturverlag, 2009. — 540 S. — ISBN 978-3-89-626-915-7.